# Armée de l'air russe
La Force aérienne russe (en russe : Военно-воздушные силы России, Voïenno-vozdouchnye sily Rossiï), ou ВВС en russe cyrillique (soit VVS en français) est la composante aérienne militaire de la fédération de Russie et auparavant de l'Union soviétique.
Elle fut constituée sous sa forme actuelle en 1930 et perdura jusqu'en 1991, année où sa majeure partie resta sous le contrôle de la Russie. Cependant, on peut considérer qu'elle est la descendante des Forces aériennes impériales russes formées en 1910.

## Historique

Cocarde de l'Empire russe 1910/1917.

Cocarde de l'Union soviétique 1922/1943.

Cocarde de l'Union soviétique de 1943 à 1991 puis de la Russie de 1991 à 2010.

Drapeau de la Force aérienne de l'Union soviétique 1943/1991.

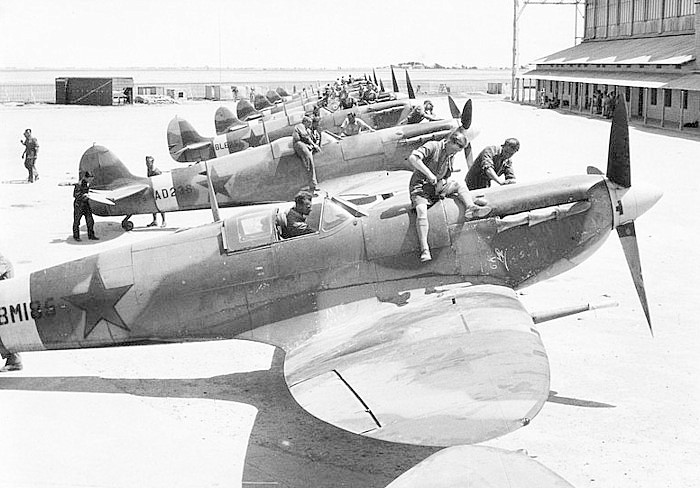
Supermarine Spitfire Mk Vb britannique livré à la VVS.

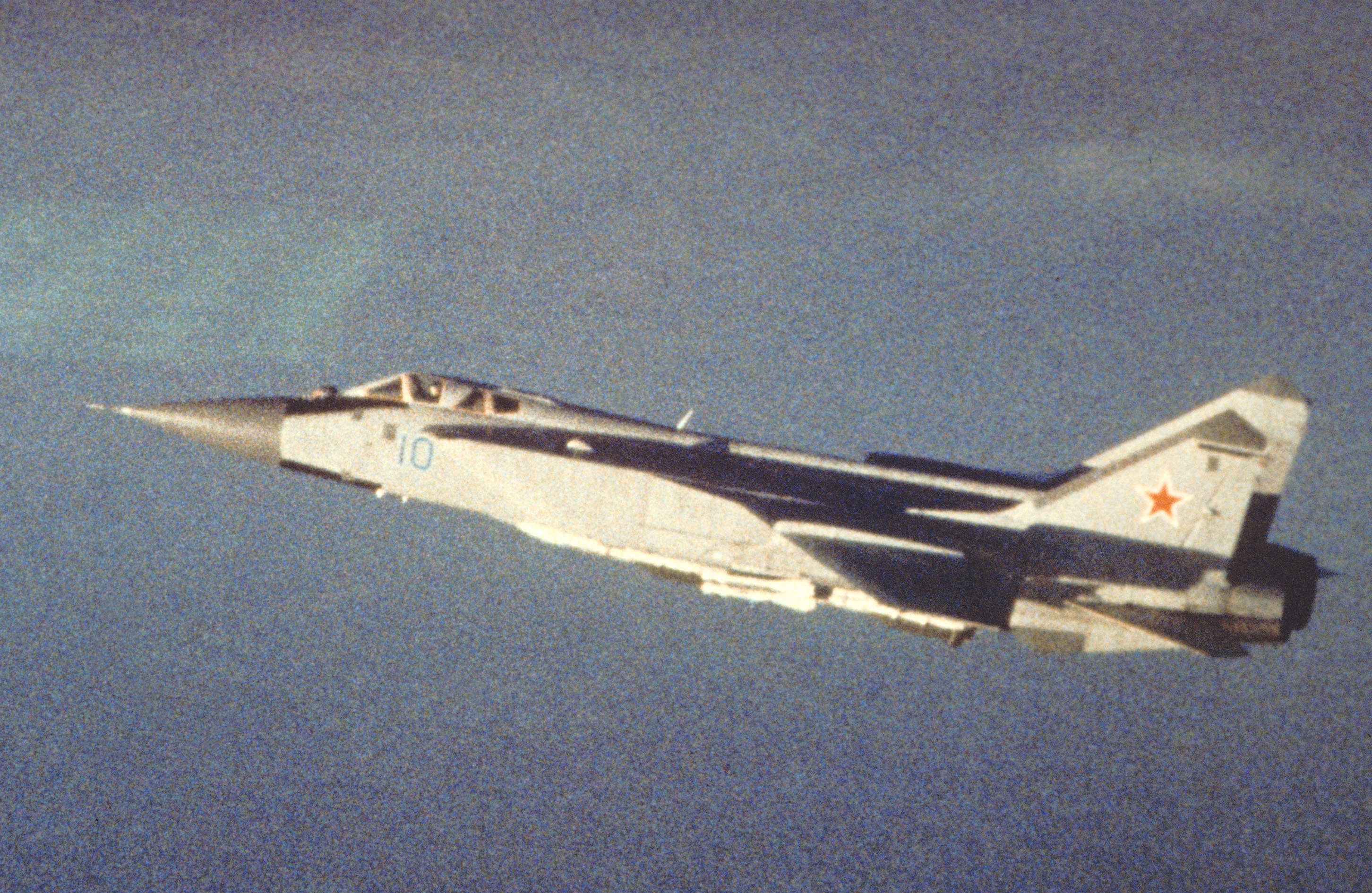
Un MiG-31, l'intercepteur le plus rapide du monde.

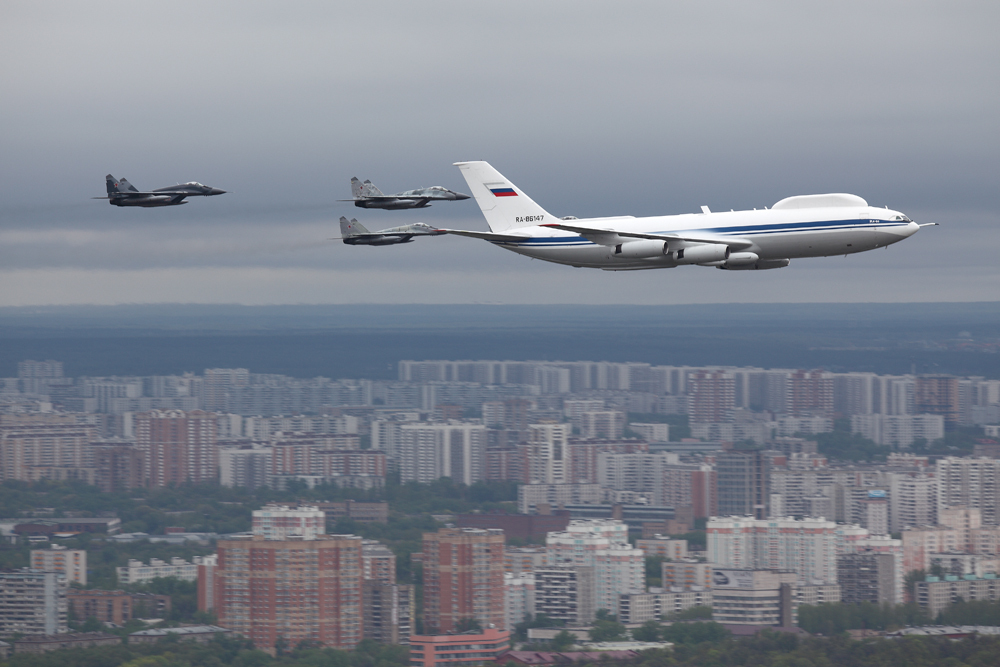
Un des trois Iliouchine Il-80 de commandement stratégique en 2010.

La première force aérienne russe naît en 1910 sous le nom de Service aérien impérial russe. Elle prit part à la Première Guerre mondiale en s'opposant aux armées allemande et austro-hongroise. En 1915, elle devint une branche à part entière de l'armée, elle faisait auparavant partie du Génie militaire. Néanmoins la Force aérienne impériale russe est, à cette époque, loin de pouvoir rivaliser avec les armées de l'air des Puissances centrales : entre 1914 et 1918 seulement 5 000 avions furent produits en Russie contre 45 000 dans l'Empire allemand.
C'est en 1918, au milieu de la guerre civile russe, que se forme une nouvelle Force aérienne sous la désignation de Flotte aérienne des ouvriers et paysans, placée sous l'autorité de l'Armée rouge. En 1930, elle acquiert son indépendance et prend son nom définitif: Voienno-vozduchnyie sily. Elle connaît son baptême du feu quelques années plus tard lorsqu'elle affronte à plusieurs reprises l'aviation japonaise dans le ciel de l'Extrême-Orient, mais aussi en envoyant de nombreux « volontaires » participer à la guerre d'Espagne. C'est à l'époque la force aérienne la plus puissante par le nombre. Elle a été aussi souvent en pointe pour le matériel, mais son organisation et ses tactiques, dont les déficiences ont été aggravées par les Grandes Purges, laissent à désirer. De plus son matériel, bien que nombreux, commence à vieillir. La guerre aérienne pendant la guerre d'Hiver et surtout les débuts de l'opération Barbarossa vont mettre en évidence ses faiblesses et elle subira durant cette période des pertes colossales.
Très rapidement, durant l'année 1941, elle va néanmoins se réorganiser et malgré la puissance de la Luftwaffe, avec laquelle elle a engagé une lutte à mort, elle va réussir à survivre et à combattre jusqu'à contester à partir de la fin 1942 la maîtrise des cieux aux Allemands. C'est à cette époque que va naître la structure générale que les VVS garderont tout du long de la Guerre froide. Elle se divise en trois services spécialisés qui ont chacun leur mission :
- la Frontovaya Aviatsiya (FA) ou aviation du front, chargée d'appuyer les unités terrestres de l'Armée rouge, qui se subdivise elle-même en plusieurs armées aériennes dont la zone d'opération est assujettie à un front. Ces armées aériennes regroupent un assortiment de chasseurs, bombardiers moyens et avions d'assaut, destinés au combat sur la ligne de front et sa proximité immédiate.
- la Dal'naya Aviatsia (DA) ou aviation à long rayon d'action est chargée des raids en profondeur sur les arrières de l'ennemi en employant des bombardiers à long rayon d'action comme l'Iliouchine Il-4.
- le Voenno-Transportnaïa Aviatsia ou aviation de transport, gère tous les avions de transport.

Deux autres services ne dépendant pas des VVS existent aussi. Ce sont :
- le Voïska protivovozdouchnoï oborony (Voïska PVO), ou force de défense aérienne, qui regroupe les intercepteurs et l'artillerie antiaérienne chargés de défendre le territoire du pays.
- l'Aviatsia voenno morskogo flota (AV-MF) ou aviation de la flotte, sous les ordres directs de la marine qu'elle appuie.

Progressivement, l'entrée en service de nouveaux matériels et sa supériorité numérique retrouvée, permettent aux VVS de prendre l'avantage sur la Luftwaffe. Cependant elle souffre longtemps de l'absence de pilotes et chefs d'unité expérimentés, ce qui ralentira sa prise d'ascendant et contribuera longtemps à maintenir un ratio de pertes à sa défaveur. À partir de 1944, cependant, la Luftwaffe par ailleurs pressée sur son propre territoire par les raids alliés, devient incapable de s'opposer autrement que localement aux actions des VVS. Celles-ci prennent alors une grande part de l'effort qui pousse les soviétiques vers Berlin. Après la défaite allemande, les VVS vont participer brillamment aussi à la campagne éclair contre les forces japonaises en Mandchourie.
Durant l'après-guerre, placée sous les signes de la confrontation avec les États-Unis ainsi que de la problématique des armes nucléaires, les forces de la Dal'naya Aviatsia prennent une importance considérable car ses bombardiers sont, dans un premier temps, le seul vecteur d'arme disponible pour les soviétiques. En 1959, la création des Troupes des missiles stratégiques (RVSN), correspondant à l'apparition des premiers IRBM et ICBM puis à la mise en service de sous-marins lanceurs d'engins, diminuera par la suite quelque peu ce besoin.
L'autre commandement qui voit son importance augmenter est le Voyska PVO, chargé, lui, de protéger le territoire soviétique contre les incursions de bombardiers et d'avions de reconnaissance occidentaux. Il met en œuvre des intercepteurs, ainsi que, à partir des années 1950, des missiles surface-air en très grand nombre du fait de l'immensité du territoire à protéger.
À partir de novembre 1950, la chasse soviétique intervient dans la guerre de Corée depuis des bases en république populaire de Chine de manière clandestine. Elle effectue plus de 125 000 sorties de combat et perdra 315 MiG-15 et 120 pilotes dans ce conflit.
Durant la guerre d'Afghanistan, de 1979 a 1989, elle effectue 1 200 000 sorties de combat et perd 114 avions et 333 hélicoptères.
Le 4 juillet 1989, un MiG-23 de la Force aérienne soviétique s'écrase à Courtrai en Belgique, un jeune homme de 18 ans meurt dans l'accident.
Ses effectifs en 1991 sont de 425 000 personnels d'active et de 725 000 réservistes ; ils sont légèrement moins nombreux que ceux de la Voyska PVO
En 1992, à la suite de la chute de l'Union soviétique, c'est la fédération de Russie qui prend le contrôle de la majeure partie des VVS (environ 50 % des aéronefs et 65 % du personnel). Depuis, elles ont pris part à la première guerre de Tchétchénie (1994-1996), à la seconde guerre de Tchétchénie (1999-2002), à la deuxième guerre d'Ossétie du Sud (2008) et à la guerre de Syrie (2015).
La force aérienne russe souffre depuis les années 1990 de nombreuses carences : manque de pièces détachées, vétusté d'une grande partie de la flotte, entraînement insuffisant des pilotes (40 heures par an), manque de ravitailleurs pour les bombardiers stratégiques.
En 1998, les Forces aériennes de défense de la fédération de Russie (Voïska protivovozdouchnoï oborony, PVO) ont été intégrées à la Force aérienne russe, ce qui donna ainsi lieu à une force aérienne unifiée. Cette arme précédemment indépendante au même titre que l'armée de terre, la marine, la force aérienne et les forces balistiques, regroupait l'ensemble des intercepteurs et des systèmes de défense antiaérienne du pays. En 2003, les unités de l'aviation légère de l'armée de terre ont également été placées sous le commandement de la force aérienne russe.
En aout 2008, lors de la Deuxième Guerre d'Ossétie du Sud contre la Géorgie, la Russie possède entre 2 800 et 3 500 aéronefs en service selon les sources, mais dont une grande partie date de la période soviétique. La disponibilité de la flotte russe dépasserait à peine 30 % et 83 % des unités de l’armée avaient un effectif incomplet, 17 % seulement étant donc pleinement opérationnelles. Sur les 150 régiments de la Force aérienne de combat, cinq seulement étaient prêts en permanence malgré l'augmentation des moyens financiers depuis le début des années 2000 et des programmes de modernisation à long terme visant à améliorer les capacités opérationnelles. La Russie a perdu six avions, et jusqu'à quatre autres en raison de tirs amis durant cette guerre de 5 jours.
En 2010, son effectif est de 160 000 militaires et une estimation de l'Institut de relations internationales et stratégiques lui prête 1 909 avions dont 804 de combat.
L'amélioration du domaine aérien est devenue une priorité absolue et une réforme après la guerre en Géorgie visait à obtenir une parité limitée et à égaler l'intensité et l'efficacité de la puissance aérienne démontrée par les États-Unis et les alliés de l'OTAN, en particulier l'objectif d'augmenter le déploiement de munitions guidées avec précision . Le moteur théorique de la réforme envisageait des préparatifs en vue d'un éventuel affrontement conventionnel avec les forces aériennes supérieures des États-Unis et de l'OTAN.
Ce qui s'est traduit par l'acquisition de 377 avions de combat de différents types au cours de la période 2009-2021 : 
- 134 chasseurs-bombardiers Su-34 ;
- 140 chasseurs multirôles Su-30M2 et Su-30SM ;
- 103 chasseurs multirôles Su-35S.

En 2022, le ministère russe de la défense a reçu environ 29 nouveaux avions de combat tactiques à voilure fixe :
- 6 chasseurs multirôles furtifs de cinquième génération Su-57 ;
- 7 chasseurs multirôles Su-35S ;
- 10 chasseurs-bombardiers/avions de frappe Su-34M ;
- 4 Su-30SM2 (aviation navale) ;
- 2 avions d'entraînement et d'attaque légers Yak-130.

À partir de 2015, elle est le fer de lance de l'intervention militaire de la Russie en Syrie avec une cinquantaine d'avions et d'hélicoptères engagés sur le territoire syrien et basé essentiellement sur la base aérienne de Hmeimim appuyé ponctuellement par des raids de bombardiers de l'aviation à long rayon d'action. Elle effectue une moyenne de 107 sorties par jour entre le 24 décembre 2015 et le 22 février 2016, le plus de son activité, et une moyenne de 47 sortie entre septembre 2015 et mars 2018. 97 % des munitions employés sont des bombes non guidés et des roquettes. Entre novembre 2015 et mai 2018, 6 appareils sont perdus, dont 4 par accident et un Su-24 détruit par la Turquie le 24 novembre 2015.
Les nouveaux appareils russes sont conçus pour effectuer entre 3 500 et 4 500 heures de vol, voire 6 000 certains, les appareils de l'ère soviétique n'étaient prévus que pour 2 000 à 3 500 heures de vol. Bien que plusieurs plates-formes, comme le MiG-31, aient été modernisées pour prolonger leur durée de vie, beaucoup de ces avions plus anciens (Su-24, Su-25, Su-27, MiG-29) approchent de la fin de leur durée de vie. Il leur reste, au mieux, entre 500 et 1 000 heures de vol au déclenchement de l'invasion de l'Ukraine par la Russie le 24 février 2022 qui use leur potentiel.
Cette guerre en Ukraine est le plus important engagement des forces aériennes russes depuis la fin de l'URSS. Elle ne parvient pas à établir une suprématie aérienne contre la force aérienne ukrainienne disposant d'environ seulement 110 Su-27, MiG-29 et Su-25 mais appuyés par ce qui s'est révélé une défense antiaérienne robuste l’empêchant d'effectuer des missions en profondeur dans le territoire ukrainien avec sécurité.
L'Ukraine a généré entre 20 et 40 missions par jour dans l'espace aérien contrôlé par l'Ukraine. On pense qu'au début, la Russie a effectué entre 200 et 300 sorties de catégorie inconnue par jour, puis qu'elle a élargi son environnement opérationnel au point que les sorties se sont élevées à un total de 20 000 jusqu'à la mi-mai 2022. Moins de 3 000 d'entre elles ont eu lieu dans l'espace aérien contrôlé par l'Ukraine et, normalement, à proximité de ses forces terrestres en appui aérien rapproché.
En date d'avril 2024, un minimum d'une centaine d'avions et 104 hélicoptères russes ont été détruits, quelques dizaines d'autres endommagés, l'immense majorité abattu par des systèmes de défense antiaériens, d'autres lors d'attaque de drones et sabotages sur des bases russes.
L'aviation de marine (Aviatsia voïenno morskovo flotta, AVMF) ne fait pas partie de la Force aérienne russe et reste sous le commandement de la marine russe.

## Organisation
La force aérienne est depuis le 1er aout 2015 une des trois branches des forces aérospatiales ((ru) : Воздушно-космические силы, tr. Vozdouchno-Kosmitcheskie Sily, VKS) avec les forces spatiales et les forces de défense aérienne.
Sont comprises ici[Quand ?] les forces aériennes de défense (Voïska protivovozdouchnoï oborony) et les unités de la Force aérienne russe « traditionnelle » (Voïenno-vozdouchnyie sily). En 2006, elles sont fortes d'environ 185 000 hommes.

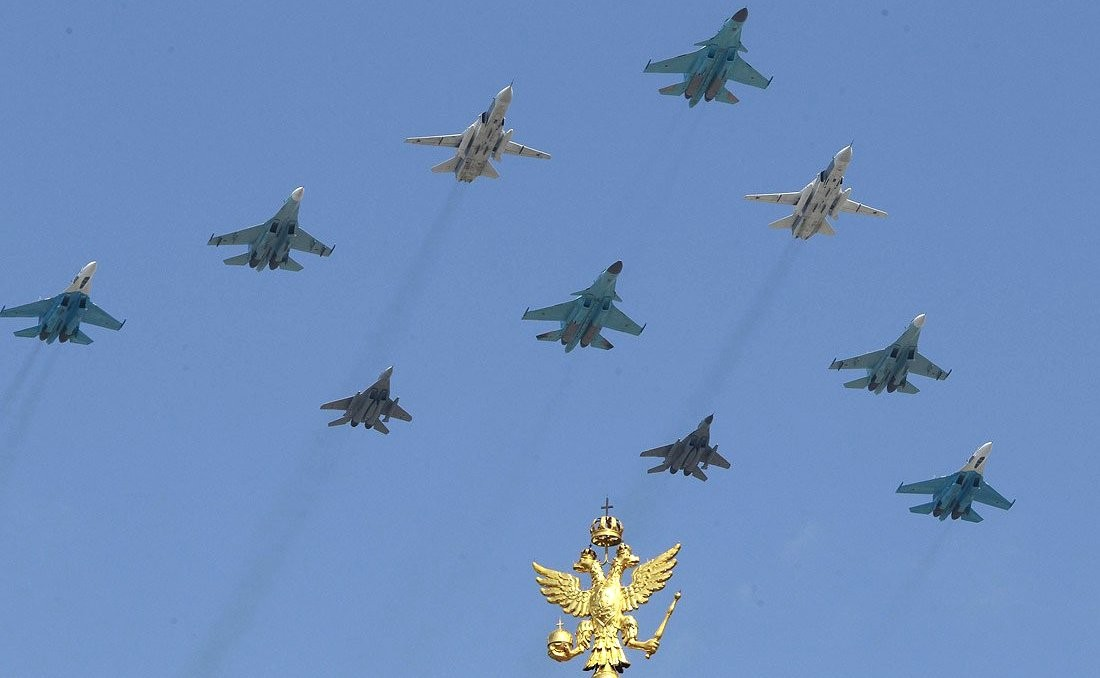
Plusieurs types d'avions de combat lors du Défilé du Jour de la Victoire 2010.

Les forces aériennes unifiées de Russie sont organisées comme suit :
- 16e armée aérienne de Koubinka, district militaire de Moscou
  - 105e division aérienne de Voronej
  - 1er corps de défense aérienne (ex-composante Voïska PVO)
  - 32e corps de défense aérienne (ex-composante Voïska PVO)
  - éléments de l'aviation de l'armée de terre
- Commandement de la zone de défense aérienne centrale
- 6e armée aérienne, district militaire de Léningrad.
  - 149e division aérienne
  - 21e corps de défense aérienne (ex-composante des PVO)
  - 54e corps de défense aérienne (ex-composante des PVO)
  - 22e division de défense aérienne (ex-composante des PVO)
- 4e armée aérienne, district militaire du Nord-Caucase.
  - 1re division d'aviation mixte de la Garde
  - 10e division aérienne
  - 51e corps de défense aérien (ex-composante des PVO)
  - 10e division d'assaut aérien (ex-composante des PVO)
- 5e armée aérienne de Iekaterinbourg, district militaire Volga-Oural.
  - 764e régiment d'avions de chasse
  - Unités de formation et d'entrainement
- 14e armée aérienne de Tchita, district militaire sibérien.
  - 48e division aérienne
  - 26e division de défense aérienne (ex-composante des PVO)
- 11e armée aérienne, district militaire d'Extrême-Orient.
  - 83e division de bombardiers
  - 303e division aérienne
  - 25e division de défense aérienne (ex-composante des PVO)

Il existe également deux autres armées de l'air placées sous les ordres du Commandement suprême :
- 37e armée aérienne reprenant le nom d'aviation à long rayon d'action en 2009 (Forces stratégiques)
  - 22e division de bombardiers
- 61e armée aérienne, chargée du transport militaire aérien.

## Moyens
[Quand ?]
|                                                        |
| Soukhoï Su-57 (chasseur de 5eme génération) 29+Unités, |

|                           |
| Soukhoï Su-35 128+ Unités |

|                            |
| Soukhoï Su-34 163+ Unités, |

|                         |
| Sukhoi Su-30 119+ Units |

|                  |
| Sukhoi Su-27 422 |

|                         |
| Sukhoi Su-24 274 Unités |

|                         |
| Mikoyan MiG-35 8 Unités |

|                                 |
| Mikoyan MiG-31 247-300+ Unités, |

|                                 |
| Mikoyan MiG-29 259-291+, Unités |

|                        |
| Beriev A-50 (AEW&C) 21 |

|                                                    |
| Antonov An-12 (Transport de Fret lourds) 65 Unités |

|                                                  |
| Iliouchine Il-78 (Ravitailleur aérien) 15 Unités |

|                                                    |
| Tupolev Tu-160 (Bombardier stratégique) 22+ Unités |

|                           |
| Iliouchine Il-80 en 2008. |

|                                          |
| Antonov An-22 (Transport de Fret lourds) |

|                                                                                     |
| Yakovlev Yak-130 (Avion d'entraînement, de reconnaissance et de soutien) 112 Unités |

|                                                |
| Kamov Ka-52 (Hélicoptère d'attaque) 133 Unités |

|                                          |
| Mi-35 (Hélicoptère d'attaque) 163 Unités |

|                                                |
| Kazan Ansat (Hélicoptère polyvalent) 50 Unités |

|                                                       |
| Mil Mi-26 (Hélicoptère de transport lourds) 35 Unités |

|                                              |
| Mil Mi-28 (Hélicoptère d’attaque) 113 Unités |

### Avions de chasse
| Aéronefs                            | Origine                   | Type                                       | En service | En service | En service     | En service | Versions |
|                                     |                           |                                            | 2001       | 2017       | 2022           | 2025       | |
| ----------------------------------- | ------------------------- | ------------------------------------------ | ---------- | ---------- | -------------- | ---------- | --- |
| Mikoyan-Gourevitch MiG-31 Foxhound  | Union soviétique / Russie | Avion de chasse et de supériorité aérienne | 340        | 80         | 85             | 126        | MiG-31BM, MiG-31BSM et MiG-31K |
| Soukhoï Su-35 Flanker-E             | Russie                    | Avion de combat multirôle                  | 0          | 52         | 97             | 119        | Principalement Su-35S; Su-35BM et Su-35UB |
| Soukhoï Su-27 Flanker               | Union soviétique          | Avion de chasse et de supériorité aérienne | 363        | 121        | 101            | 118        | Su-27UB; Su-27SM; Su-27SM3; Su-27P et Su-27UB |
| Soukhoï Su-30 Flanker-C             | Union soviétique / Russie | Avion de combat multirôle                  | 0          | 82         | 110            | 103        | Su-30M2, Su-30MK, et Su-30SM |
| Mikoyan-Gourevitch MiG-29 Fulcrum   | Union soviétique          | Avion multirôle                            | 237        | 112        | 87             | 86         | MiG-29A, MiG-29UB, et MiG-29S |
| Soukhoï Su-57 Felon                 | Russie                    | Avion de combat multirôle                  | 0          | 0          | Nombre inconnu | 19         | En phase de test |
| Mikoyan-Gourevitch MiG-35 Fulcrum-F | Russie                    | Avion de combat multirôle                  | 0          | 0          | 6              | 4          | MiG-35A |
| Total                               | Total                     | Total                                      | 940        | 447        | 486            | 557        | Ce chiffre ne représente pas tous les avions de combat des forces armées russes car certains avions sont en dotation au sein des forces aéronavales. |

### Avions d'attaque et de reconnaissance
| Aéronefs               | Origine                   | Type                                          | En service | En service | En service | En service | Versions                    | Notes |
|                        |                           |                                               | 2001       | 2017       | 2022       | 2025       |                             | |
| ---------------------- | ------------------------- | --------------------------------------------- | ---------- | ---------- | ---------- | ---------- | --------------------------- | --- |
| Soukhoï Su-25 Frogfoot | Union soviétique / Russie | Avion d’attaque et d’appui aérien rapproché   | 239        | 195        | 194        | 161        | Su-25A, Su-25T, et Su-25UBM | D'ici 2020, la moitié de la flotte sera modernisée, le reste sera mis hors service |
| Soukhoï Su-24 Fencer-D | Union soviétique          | Avion d’attaque et de reconnaissance tactique | 565        | 179        | 120        | 131        | Su-24M, Su-24M2 et Su-24MR  | Plus de 200 d'entre eux seront retirés d'ici 2020, remplacés par 124 Su-34 |
| Soukhoï Su-34 Fullback | Union soviétique / Russie | Avion d’attaque et de pénétration             | 0          | 86         | 125        | 124        | Su-34FN                     | Commande effective de 124 avions. Il était prévu d'acquérir 200 Su-34 afin de remplacer 500 Su-24/25, mais le manque d'argent repousse cet objectif par l'allongement de la durée de vie de ses prédécesseurs. |

### Bombardiers
| Aéronefs                 | Origine                   | Type                                                          | En service | En service | En service | En service | Versions                               | Notes                                                 |
|                          |                           |                                                               | 2001       | 2017       | 2022       | 2025       |                                        |                                                       |
| ------------------------ | ------------------------- | ------------------------------------------------------------- | ---------- | ---------- | ---------- | ---------- | -------------------------------------- | ----------------------------------------------------- |
| Tupolev Tu-95 Bear       | Union soviétique / Russie | Bombardier stratégique et avion de reconnaissance stratégique | 81         | 60         | 60         | 58         | Tu-95M; Tu-95RT; Tu-95MS               | (37e Force aérienne), 2 crash survenus en 2015        |
| Tupolev Tu-22M Backfire  | Union soviétique / Russie | Bombardier tactique et avion de guerre électronique           | 125        | 63         | 61         | 56         | Tu-22M3 et Tu-22M3R.                   | (37e Force aérienne), 30 seront modernisés d'ici 2020 |
| Tupolev Tu-160 Blackjack | Union soviétique / Russie | Bombardier stratégique                                        | 16         | 16         | 16         | 16         | Tu-160 Blackjack; Blackjack 2; Tu-160M |                                                       |

### Surveillance & AWACS
| Aéronefs             | Origine                   | Type                                              | En service | En service | En service | En service | Versions           |
|                      |                           |                                                   | 2001       | 2017       | 2022       | 2025       |                    |
| -------------------- | ------------------------- | ------------------------------------------------- | ---------- | ---------- | ---------- | ---------- | ------------------ |
| Beriev A-50 Mainstay | Union soviétique / Russie | Avion de veille radar et de guet aérien           | 20         | 18         | 9          | 7          | 3 A-50A et 6 A-50U |
| Antonov An-30 Clank  | Union soviétique          | Avion de surveillance et de cartographie aérienne | -          | 4          | 4          | 4          | An-30A             |
| Tu-214               | Union soviétique          | Avion radar et de reconnaissance électronique     | -          | 6          | 4          | 4          | Tu-214ON; Tu-214R  |

### Guerre électronique
| Aéronefs              | Origine          | Type                                                                 | En service | Versions                             |
| --------------------- | ---------------- | -------------------------------------------------------------------- | ---------- | ------------------------------------ |
| Iliouchine Il-20 Coot | Union soviétique | Avion de guerre électronique et de calibration des radars de défense | 12 à 16    | Il-20M et Il-20TZ, 14 Il-20M en 2025 |

### Transport
| Aéronefs                    | Origine          | Type                                                                                | En service | Versions                 | Notes |
| --------------------------- | ---------------- | ----------------------------------------------------------------------------------- | ---------- | ------------------------ | --- |
| Antonov An-12 Cub           | Union soviétique | Avion de transport tactique et de soutien opérationnel                              | 45         | An-12BK                  | |
| Antonov An-22 Cock          | Union soviétique | Avion de transport lourd et de soutien opérationnel                                 | 4          | An-22A.                  | |
| Antonov An-26 Curl          | Union soviétique | Avion de transport tactique et de soutien opérationnel                              | 113        | An-26B                   | |
| Antonov An-72 Coaler        | Union soviétique | Avion de transport tactique et de soutien opérationnel                              | 25         | An-72T                   | |
| Antonov An-124 Condor       | Union soviétique | Avion de transport stratégique                                                      | 10         | An-124A                  | |
| Antonov An-140              | Ukraine          | Avion de transport tactique et de transport de personnels                           | 5          | An-140TK                 | |
| Antonov An-148              | Ukraine          | Avion de transport tactique et de transport de personnels                           | 15         | An-148T                  | |
| Iliouchine Il-18 Foulque    | Union soviétique | Avion de transport de personnels et de soutien d’état-major                         | 4          | Il-18T et Il-18TM        | |
| Iliouchine Il-22 Coot-B     | Union soviétique | Avion poste de commandement aéroporté                                               | 19         | Il-22, Il-22M et Il-22PP | |
| Iliouchine Il-62 Classic    | Union soviétique | Avion de transport de hautes personnalités                                          | 2          | Il-62M                   | |
| Iliouchine Il-76 Candid     | Union soviétique | Avion de transport tactique et de soutien opérationnel                              | 90         | Il-76T                   | 39 appareils commandés en version MD-90A en 2012, modernisation en cours d'une partie du parc au même standard. |
| Iliouchine Il-86 VKP Camber | Union soviétique | Avion poste de commandement aéroporté                                               | 4 à 6      | Il-87M                   | 4 appareils produits portant les codes CCCP-86146 à 86149                                                       |
| Iliouchine Il-96            | Union soviétique | Avion de transport de hautes personnalités                                          | 6          | Il-96-300 et Il-96-400   | |
| Soukhoï Superjet 100        | Russie           | Avion de transport de hautes personnalités et de transport d’état-major             | 4          | S-100A                   | |
| Tupolev Tu-134 Crusty       | Union soviétique | Avion de transport de personnels et d’entraînement avancé                           | 38         | Tu-134A et Tu-134UBL     | |
| Tupolev Tu-154 Careless     | Union soviétique | Avion de transport de personnels et de transport d’état-major                       | 3          | Tu-154M                  | |
| Let L-410 Turbolet          | Tchécoslovaquie  | Avion de transport tactique, de transport de personnels, et de soutien opérationnel | 22 à 34    | L-410UVP                 | |
| Dassault Falcon 7X          | France           | Avion de transport de hautes personnalités                                          | 3          | Falcon 7X                | |

### Ravitailleurs
| Aéronefs                 | Origine          | Type                                                       | En service | Versions         |
| ------------------------ | ---------------- | ---------------------------------------------------------- | ---------- | ---------------- |
| Iliouchine Il-78MD Midas | Union soviétique | Avion de ravitaillement en vol et de soutien opérationnel, | 15         | Il-78M et Il-78T |

### Entraînement
| Aéronefs           | Origine         | Type                                         | En service | Versions |
| ------------------ | --------------- | -------------------------------------------- | ---------- | -------- |
| Yakovlev Yak-130   | Russie          | Avion d’entraînement avancé                  | 112        | Yak-130A |
| Aero L-39 Albatros | Tchécoslovaquie | Avion d’entraînement intermédiaire et avancé | 87         | L-39C    |

### Hélicoptères

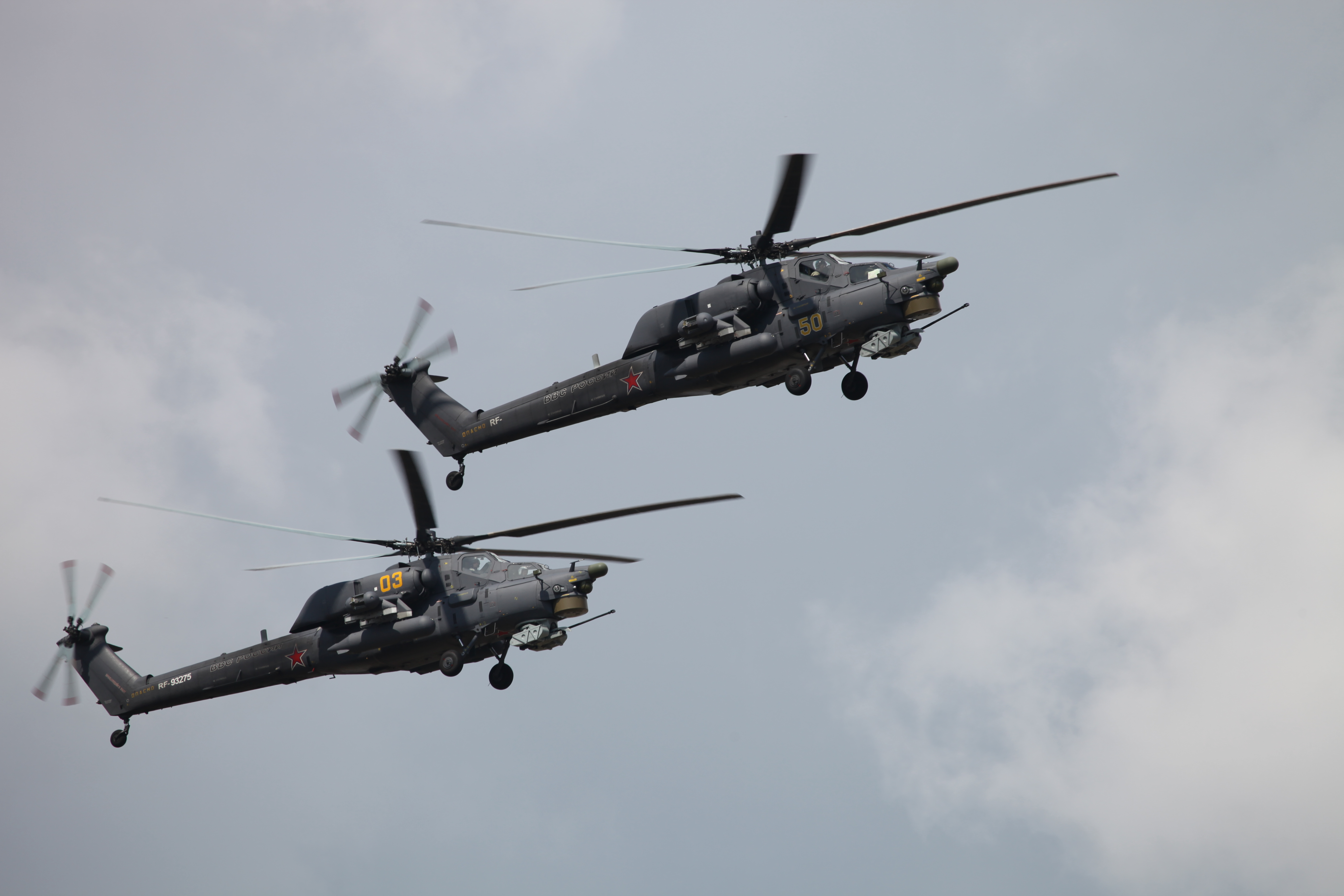
Mi-28N

En service dans l'armée de terre russe.
| Aéronefs             | Origine          | Type                                                               | En service | En service | En service | En service | Versions                           |
|                      |                  |                                                                    | 2001       | 2017       | 2022       | 2025       |                                    |
| -------------------- | ---------------- | ------------------------------------------------------------------ | ---------- | ---------- | ---------- | ---------- | ---------------------------------- |
| Mil Mi-8 Hip         | Union soviétique | Hélicoptère de transport, d’assaut, de manœuvre, et d’appui aérien | -          | 333        | 320        | 288        | Mi-8T, Mi-8TBK, et Mi-8MB          |
| Mil Mi-28 Havoc      | Union soviétique | Hélicoptère de combat et de reconnaissance                         | -          | +90        | +113       | 100        | Mi-28N; Mi-28MN; Mi-28UB           |
| Mil Mi-24 Hind       | Union soviétique | Hélicoptère de combat et de reconnaissance                         | -          | 100        | 100        | 96         | Mi-24PN, Mi-24V, Mi-24VP et Mi-24D |
| Kamov Ka-52 Hockum   | Union soviétique | Hélicoptère de combat                                              | -          | +90        | 133        | 82         | Ka-50A, Ka-52A et Ka-52M           |
| Mil Mi-35 Hind       | Russie           | Hélicoptère de combat et de reconnaissance                         | -          | +60        | +63        | 56         |                                    |
| Mil Mi-26 Halo       | Union soviétique | Hélicoptère de transport lourd et de soutien opérationnel          | -          | 32         | 33         | 33         | Mi-26T                             |
| Mil Mi-38            | Russie           | Hélicoptère de transport et de manœuvre                            | -          |            |            |            | Mi-38A                             |
| Kamov Ka-226 Hoodlum | Russie           | Hélicoptère d’entraînement intermédiaire et avancé, et de liaisons | -          | 19         | 19         | 19         | Ka-226C                            |
| Kazan Ansat          | Russie           | Hélicoptère d’assaut, de liaisons, et d’entraînement avancé        | -          | 20         | 50         | 17         | Ansat U                            |
| AgustaWestland AW139 | Italie           | Hélicoptère de transport de hautes personnalités                   | -          |            |            |            | AW.139I                            |

### Moyens en 1987
165 bombardiers stratégiques
150 Tu-95 Bear
16 Tu-160 Blackjack
550 bombardiers
155 Tu-22M Backfire
260 Tu-16 Badger
135 Tu-22 Blinder
2 780 chasseurs
490 MiG-21 Fishbed
1 570 MiG-23 Flogger
105 MiG-25 Foxbat
260 Su-15 Flagon
20 Tu-128 Fiddler
20 Yak-28 Firebar
275 MiG-29 Fulcrum
30 MiG-31 Foxhound
10 Su-27 Flanker
2 835 avions d'attaque au sol
130 MiG-21 Fishbed
830 MiG-27 Flogger
895 Su-7/Su-17 Fitter
770 Su-24 Fencer
210 Su-25 Frogfoot
50 ravitailleurs
30 M-4 Bison
20 Tu-16 Badger
658 avions de reconnaissance
65 MiG-21 Fishbed
195 MiG-25 Foxbat
165 Su-17 Fitter
65 Su-24 Fencer
195 Yak-28 Brewer
260 avions de reconnaissance stratégiques
115 Tu-16 Badger
15 Tu-22 Blinder
4 Tu-95 Bear
102 Yak-28 Brewer
24 MiG-25 Foxbat
3 050 hélicoptères
1 500 hélicoptères d'entraînement
576 avions de transport
55 An-22 Cock
210 An-12 Cub
310 Il-76 Candid